# رولاند موریلت (اس۶۱۳)
رولاند موریلت (اس۶۱۳) (به انگلیسی: Roland Morillot (S613)) یک زیردریایی بود که طول آن ۷۶٫۷ متر (۲۵۱ فوت ۸ اینچ) بود. این زیردریایی در سال ۱۹۴۴ ساخته شد.